# Myrcia wilsonii
Myrcia wilsonii là một loài thực vật có hoa trong Họ Đào kim nương. Loài này được Griseb. mô tả khoa học đầu tiên năm 1860.